# TVR Wedges
Les TVR Wedges sont une série de voitures de sport construites par le constructeur britannique spécialisé dans les voitures de sport TVR entre 1980 et 1991. Il existait des cabriolets et des coupés 2 places ou 2+2 liftback, avec des moteurs à quatre, six et huit cylindres issu de différents constructeurs. 
Le nom fait référence à la forme angulaire de la carrosserie et à leur nez pointu, quand elles ont été conçus à la fin des années 1970 . 
Le nom Tasmin était utilisé sur la plupart des modèles TVR 200 et 280i, ainsi que pour les premières versions de 350i. 
|        | TVR Wedges (1981-1991) | TVR Wedges (1981-1991)        | TVR Wedges (1981-1991) | TVR Wedges (1981-1991) | TVR Wedges (1981-1991) |
| ------ | ---------------------- | ----------------------------- | ---------------------- | ---------------------- | ---------------------- |
| Année  | 1981 - 1984            | 1980 - 1987                   | 1983 - 1989            | 1990 - 1991            | 1984 - 1988            |
| Modèle | TVR Tasmin 200         | TVR Tasmin 280i TVR 280i      | TVR 350i TVR 350SX     | TVR 350SE              | TVR 390SE              |
|        |                        |                               |                        |                        |                        |
|        |                        |                               |                        |                        |                        |
| Année  | 1986 - 1987            | 1988 - 1991                   | 1989 - 1990            | 1986 - 1988            | 1988 - 1989            |
| Modèle | TVR 420SE              | TVR 400SE TVR 400SX TVR 430SE | TVR 450SE              | TVR 420 SEAC           | TVR 450 SEAC           |
|        |                        |                               |                        |                        |                        |